# Gunnar Lindner
Karl Gunnar Lindner, född 30 april 1901 i Kristiania, död mellan 27 och 28 augusti 1943, var en svensk flygvapenofficer och transportflygare.
Gunnar Lindner var son till pianofabrikören Nils Olson Lindner. Efter studentexamen i Stockholm gjorde Lindner 1921 sin värnplikt vid fälttelegrafkåren men överfördes till arméns flygkompani. Här erhöll han flygcertifikat 1922 och valde samma år att ta fast anställning vid flygkompaniet. 1923-1924 tjänstgjorde han som furir vid flygkompaniet innan han lämnade sin tjänst för att ta ingenjörsexamen vid Tekniska skolan. 1925 erhöll han trafikflygcertifikat och arbetade 1925-1926 vid AB Aerotransport och 1925-1929 vid AB Flygindustri i Limhamn. Under anställningen för Junkers där genomförde han 1925 två flygningar från Berlin till London med en stor del av betalningen av Tysklands krigsskadestånd till Storbritannien. Han genomförde ett flertal reklamflygningar med Junkersplanen som tillverkats i Limhamn bland annat i Spanien, Portugal, Finland, Italien och på Balkan. Lindner satte i augusti 1927 tre världskrekort för sjöflygplan i distans, hastighet och sammanlagd flygtid. 1928 genomförde han en internationellt uppmärksammad långflygning från Berlin till Tokyo på 150 flygtimmar. 1928 var Lindner även pilot på de första postflygningarna på sträckan Stockholm-London för ABA:s räkning och erhöll året därpå åter anställning vid företaget, nu som chefspilot och fick därmed även ansvar för rekrytering och att sköta den flygtekniska delen av verksamheten. 1933-1934 reste han till USA för att studera trafikflyg och flygteknik, och beställde då även två flygplan från Northrop Aviation Corporation. Vid hemkomsten satte han nytt hastighetsrekord på sträckan Paris-Stockholm med ett av planen. Det andra planet störtade dock under en nattpostflygning och Lindner måste tillsammans med telegrafisten rädda sig i fallskärm. Lindner blev 1928, fänrik, 1930 underlöjtnant, 1933 löjtnant och 1939 kapten i Flygvapnets reserv. Andra världskriget innebar problem för trafikflyget, men ABA fortsatte att upprätthålla viss trafik och Lindner skötte flygningen på linjerna till Berlin, Amsterdam, Vasa och till Skottland. Under en flygning natten mellan 27 och 28 augusti 1943 försvann det av Lindner förda planet, en DC-3:a med namnet Gladan. Förmodligen sköts planet ned av tyskt jaktflyg. Lindners kropp påträffades 18 september 18 kilometer nordväst om Skagen av en tysk fiskebåt.